# Jealkb
jealkb (jap. ジュアルケービー juarukēbī) – japoński rockowy zespół visual kei składający się z siedmiu członków, z których wszyscy są komikami, z czego wokalista zespołu jest najbardziej popularny jako członek kabaretowego duetu London Boots Ichi-gō Ni-gō.
Ich debiutancki singiel metronome osiągnął nr 1 liście Oricon Indies Chart i został wyprzedany tego samego dnia. Nazwa zespołu pochodzi od terminu visual kei. Po japońsku wymawia się go jako bijuaru kei (jap. ヴィジュアル系), sylabę „bi” przeniesiono na koniec wyrazu tworząc słowo jealkb (jap. ジュアルケービー juarukēbī).

## Członkowie
- haderu (Atsushi Tamura) – wokal
- elsa (Yukio Etō) – perkusja
- dunch (Tomohiro Uemura) – gitara basowa
- ediee (Tomohide Ōkawa) – gitara prowadząca
- hideki (Hideki Morimoto) – skrzypce/wiolonczela
- chaos (Kiminobu Kanenari) – klawisze
- mofto (Ken’ichi Kikuchi) – gitara

## Dyskografia

### Albumy

#### Indie
- ROSES (16 maja 2007)

#### Major
- NOROSHI (jap. 狼煙 -NOROSHI-) (26 listopada 2008)
- Invade (9 lutego 2011)
- AGAINST (14 września 2011)
- V? (10 października 2012)

### Single

#### Indie
- metronome (31 maja 2006)
- Koi kizu (jap. 恋傷) (25 października 2006)
- Julia (29 listopada 2006)
- Kuroi sabaku (jap. 黒い砂漠) (11 kwietnia 2007)

#### Major
- Chikai (jap. 誓い) (31 października 2007)
- Fly (12 marca 2008)
- Hana (jap. 花) (11 czerwca 2008)
- Nageki no Endless (jap. 嘆きのエンドレス Nageki no Endoresu) (22 października 2008)
- WILL (5 sierpnia 2009)
- makemagic (20 stycznia 2010 – piosenka przewodnia filmu anime Yu-Gi-Oh! Movie: Super Fusion! Bonds that Transcend Time)
- super special summer (30 czerwca 2010)
- Shōshin Macchiato (jap. 傷心マキアート Shōshin Makiāto) (12 października 2010)

### DVD
- jealkb LIVE TOUR2008 „fuyusōbi no chikai” at Zepp Tokyo (jap. jealkb LIVE TOUR2008「冬薔薇ノ誓」 at Zepp Tokyo) (11 czerwca 2008)
- jealkb×kondorusu „B.L 〜Ballad of Lip〜” (jap. jealkb×コンドルス「B.L 〜Ballad of Lip〜」) (5 sierpnia 2009)